# Liste des géographes gréco-romains

Reconstitution de la carte d'Hécatée de Milet

Liste des géographes connus et des textes ou fragments de la littérature géographique antique — entendue comme représentation et science de la « terre habitée » (sous son double aspect théorique et descriptif), selon Claude Nicolet–Patrick Gautier-Dalché 1986 — en grec ancien ou en latin.

## Périples égyptiens, phéniciens, carthaginois et perses cités par les géographes gréco-romains
- Périple des marins de Néchao, perdu (supposé avoir eu lieu au VIIe siècle av. J.-C.) cité par Hérodote
- Hannon le Navigateur, roi des Carthaginois (incertain, VIe siècle av. J.-C. ou du Ve siècle av. J.-C.), Périple perdu, relaté dans une inscription au sanctuaire de Baal, dans le temple de Kronos, à Carthage. Il sera traduit en grec ou réécrit entre le Ve siècle av. J.-C. et le Ier siècle apr. J.-C. Selon Aelius Aristide (Orat., XXXVI, 93 et 94), des inscriptions de navigateurs puniques étaient visibles dans un temple à Carthage (Cf. Desanges 1978, p. 55 n. 101).
- Himilcon le Navigateur (Ve siècle av. J.-C.), Périple perdu, cité par Pline l'Ancien et Avienus
- Sataspes, Périple perdu (supposé avoir eu lieu entre 478 et 465 av. J.-C.) cité par Hérodote

## Grèce archaïque et classique
- Homère[1] (vers les VIIIe siècle-VIe siècle av. J.-C.)
- Anaximandre de Milet (vers 610 – vers 546 av. J.-C.), œuvre perdue
- Périple massaliote (en) hypothétique du VIe siècle av. J.-C., serait une des sources des Rivages maritimes d'Avienus
- Scylax de Caryanda, Traité sur l'Inde et Périple de la mer Intérieure perdus (VIe siècle av. J.-C.)
- Aristée de Proconnèse (incertain, actif vers 600), Arimaspées, poème géographique dont douze vers sont conservés
- Hécatée de Milet (vers 550 – vers 480 av. J.-C.), Périégèse perdue, cité par Strabon entre autres
- Ctésias de Cnide (Ve siècle av. J.-C.), œuvre perdue
- Euthymènes le Massaliote, Périple de la mer Extérieure perdu, cité par Marcien d'Héraclée (Ve siècle av. J.-C.)
- Périple d'Hannon (entre le Ve siècle av. J.-C. et le Ier siècle)
- Hérodote (488 – 425 av. J.-C.), Histoires
- Hippocrate de Cos (vers 460 – 377 av. J.-C.), Airs, eaux, lieux
- Eudoxe de Cnide, œuvre perdue (408 av. J.-C. – 355 av. J.-C.)
- Périple du Pseudo-Scylax (IVe siècle ou IIIe siècle av. J.-C.)

## Époque hellénistique

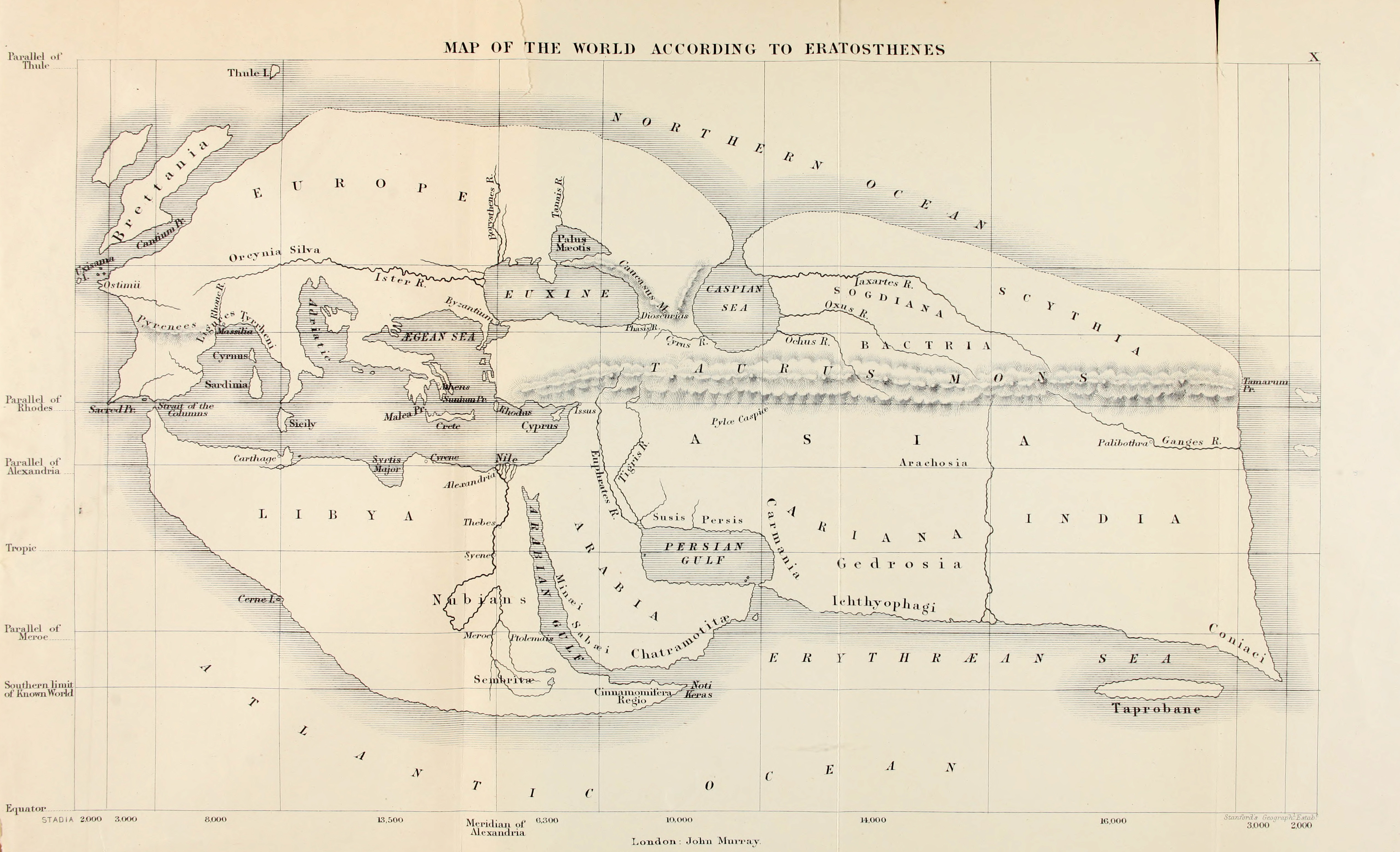
Reconstitution du XIXe siècle de la carte d'Eratosthène

- Anaxicrate[2] (incertain, fin du IVe siècle), auteur d'une tentative de circumnavigation de l'Arabie faite sur l'ordre d'Alexandre et de mémoires perdus. Son nom est mentionné par Ératosthène et Strabon[3]
- Ophélas (mort en 308 av. J.-C.), Périple perdu, cité par Strabon
- Dicéarque de Messine (vers 347 av. J.-C. – vers 285 av. J.-C.), œuvre perdue, cité par Strabon
- Pythéas le Massaliote (actif entre 330 et 300 av. J.-C.), De l'océan perdu, cité par Strabon entre autres
- Timosthène de Rhodes (début du IIIe siècle av. J.-C.), Périple perdu, cité par Ératosthène et Strabon
- Déimaque de Platées (IIIe siècle av. J.-C.), Histoire de l’Inde perdue, cité par Strabon
- Philon de Byzance (IIIe siècle av. J.-C.), savant grec à qui on a attribué à tort, jusqu'à la Renaissance, une liste des Sept Merveilles du monde (probablement des IVe siècle-VIe siècle apr. J.-C.)
- Héraclide le Crétique (de), Périégèse de la Grèce (IIIe siècle av. J.-C.)
- Staphylos de Naucratis (F 269), cité par Strabon (première moitié du IIIe siècle av. J.-C.)
- Autolycos de Pitane (mort vers 290 av. J.-C.), astronome et géomètre grec auteur des traités La Sphère en mouvement et Levers et couchers héliaques
- Mégasthène (mort vers 290 av. J.-C.), Traité sur l'Inde (en)
- Ératosthène de Cyrène (vers 276 – vers 194 av. J.-C.), Carte reconstituée et Géographie dont on ne conserve que des fragments. Voir aussi les fragments de ses ouvrages d'astronomie.
- Agatharchide de Cnide, Sur la mer Érythrée, fragments (IIe siècle av. J.-C.)
- Mnaséas de Patara (it) (actif vers 200 av. J.-C.), Périple ou Périégèse perdu
- Séleucos de Séleucie (vers 190 – vers 150 av. J.-C.)
- Hipparque de Nicée (vers 190 – vers 120 av. J.-C.)
- Scymnos de Chio (vers 180 av. J.-C.)
- Posidonios d'Apamée (vers 135 – vers 51 av. J.-C.)
- Eudoxe de Cyzique, Périple hypothétique (vers 130 av. J.-C.)
- Périple anonyme rapporté par Lucius Coelius Antipater, perdu, cité par Pline l'Ancien (HN II, 169[4]) supposé avoir eu lieu après 121 av. J.-C.
- Artémidore d'Éphèse (Ier siècle av. J.-C.)
- Alexandre Polyhistor (Ier siècle av. J.-C.)
- Dionysios, fils de Calliphon, Description de la Grèce (Ier siècle av. J.-C.)
- Pseudo-Scymnos, Circuit de la terre (vers 90 av. J.-C.)
- Diodore de Sicile (vers 90 – vers 30 av. J.-C.)
- Ménippe de Pergame (it), Périple (Ier siècle av. J.-C. – Ier siècle apr. J.-C.)

## Empire romain

Reconstitution de la carte de Pomposius Mela

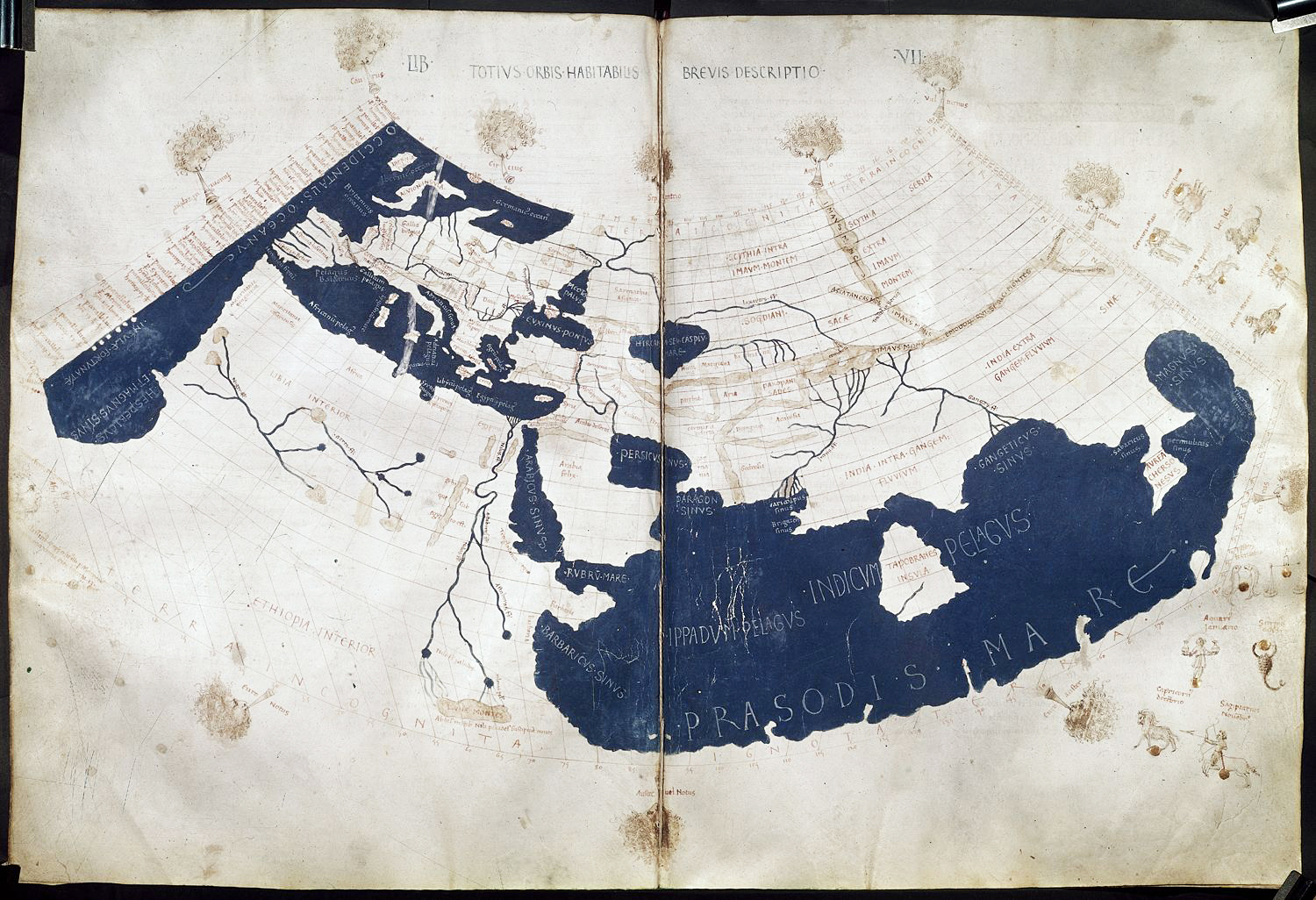
Reconstitution du XVe siècle de la carte de Ptolémée.

- Marcus Agrippa, Texte et/ou carte de la Description de la terre habitée[5] perdus, en tout cas incertains (auraient été terminés après 12 av. J.-C.), hypothèses fondées au XIXe siècle sur un unique passage de Pline l'Ancien (HN III, 17) très discuté.
- Strabon (64 av. J.-C. – 24 apr. J.-C.), Géographie et Chrestomathies
- Pseudo-Aristote, Du monde (en) (Ier siècle ?)
- Mucien (actif 55-70), Mirabilia ou récit de voyage perdus, cité par Pline l'Ancien
- Diogène, serait l'auteur d'un rapport de voyage sur les côtes de l'Afrique orientale, perdu (Ier siècle – IIe siècle ?), cité par Ptolémée
- Un Alexandre, peut-être l'Alexandre de Myndos ou moins probablement le Polyhistor, serait l'auteur d'un périple de la mer Erythrée, perdu (Ier siècle), cité par Ptolémée.
- Théophile (en), œuvre perdue, cité par Ptolémée
- Isidore de Charax, Étapes parthiques (Ier siècle)
- Pseudo-Plutarque, Noms de fleuves et de montagnes[6] dit De fluviis (en) (Ier siècle)
- Pomponius Mela, Chorographie en trois livres (Ier siècle)
- Périple de la mer Érythrée (Ier siècle – IIIe siècle)
- Itinéraire d'Antonin (Ier siècle – IIIe siècle)
- Pline l'Ancien (23 – 79), Histoire Naturelle. Ce qui concerne la géographie se trouve dans les livres III, IV, V et VI[7].
- Marin de Tyr (vers 70 – 130), œuvre perdue, cité par Ptolémée
- Arrien (vers 85 – mort après 146), Périple du Pont-Euxin et Traité sur l'Inde (en)
- Claude Ptolémée (90 – 168), Géographie
- Pausanias le Périégète (IIe siècle), Description de la Grèce
- Stadiasmus Maris Magni (?150-250?) (antérieur à Hippolyte de Thèbes)
- Agathodemon d'Alexandrie (en) (vers les IIe siècle-IIIe siècle ?), ingénieur ou géographe incertain, qui aurait dessiné ou redessiné les cartes de Ptolémée[8]
- Denys le Périégète (IIe siècle), La description de la terre habitée ou la Leçon de géographie
- Denys de Byzance (IIe siècle), La description de la côte du Bosphore et de la cité de Byzance
- Agathémère (IIIe siècle), Hypotyposes Geographieae
- Solin (entre IIIe siècle et IVe siècle), Collectanea rerum memorabilium
- Description du monde entier et des peuples et Totius mundi descriptio (IVe siècle), deux traductions en latin d'une œuvre grecque perdue
- Anonyme de Bordeaux (IVe siècle), Itinéraire
- Alypius d'Antioche (en) (IVe siècle)
- Marcien d'Héraclée (IVe siècle), Périple de la mer Extérieure, Épitomé du Périple de Ménippe et Épitomé d'Artémidore
- Égérie (IVe siècle), Journal de voyage (Itinéraire en Terre sainte)
- Julius Honorius (entre IVe siècle et VIe siècle), Cosmographie
- Paul Orose (vers 380 – après 417), Histoires contre les païens
- Martianus Capella (Ve siècle), livre VI des Noces de Philologie et de Mercure
- Table de Peutinger (compilation du Ve siècle de cartes plus anciennes, reproduite au XIIIe siècle). Pourrait être un complément à la Notitia dignitatum
- Divisio orbis terrarum et Mesure des provinces (Ve siècle), seraient les dérivés de l'hypothétique Carte d'Agrippa indiquée par Pline l'Ancien
- Périple apocryphe du Pont-Euxin (es) (VIe siècle)

## Empire byzantin

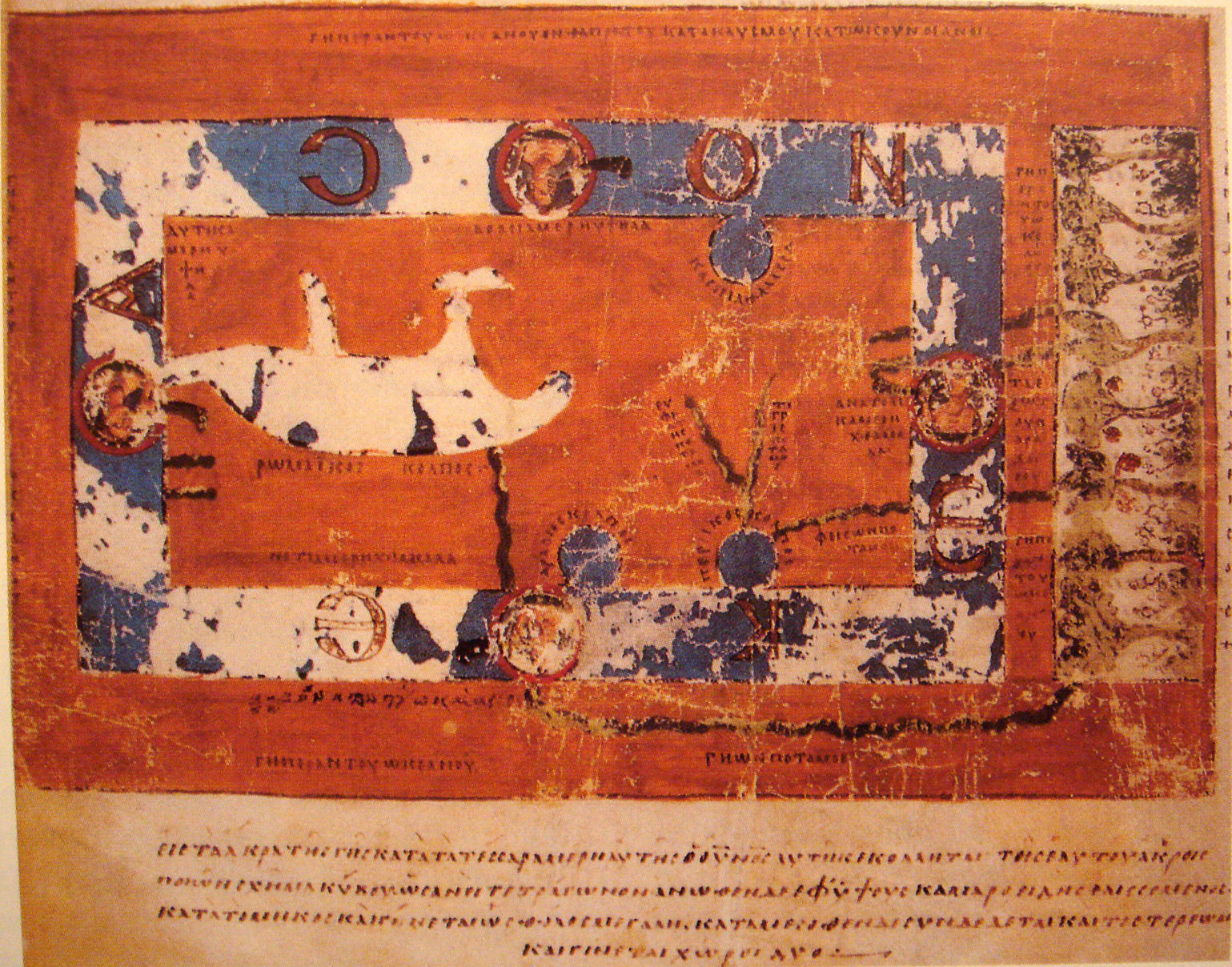
La carte du monde de Cosmas Indicopleustes

- Cosmas Indicopleustès (Constantin d'Antioche), Topographie chrétienne (en) (VIe siècle)  (vers 548)
- Stéphane de Byzance, Ethniques (VIe siècle) (vers 530)
- Hiéroclès, Synekdèmos (VIe siècle) (vers 530)
- George de Chypre (en) (actif vers 600-620),  Descriptio orbis Romani (vers 600-610)
- Hippolyte de Thèbes, Chronique fragmentaire (actif aux environs de 650 et 750)

## Ouvrages en rapport avec la géographie antique

### Savants du Moyen Âge latin
- Anonyme de Ravenne, Traité de géographie (VIIe siècle)
- Aethicus Ister, Cosmographie d'Aethicus (VIIIe siècle)
- Dicuil (vers 755 – après 825), De Mensura Orbis Terrae (825)
- Guido Pisanus (mort en 1169), Liber de variis historiis dont on a extrait une Géographie au XIXe siècle

### Savants du monde arabo-musulman médiéval

Reconstitution moderne partielle des Tables géographiques de Al-Khwârizmî d'après Ptolémée.

Copie de 1929 par du Livre de Roger, avec la transcription des noms en alphabet latin.

- Al-Khwârizmî (vers 780 – vers 850), Traité de Géographie ou Livre sur l'apparence de la Terre contenant les Tables géographiques
- Al-Battani (avant 855 – 923), Livre des tables astronomiques
- Al-Biruni (973 – vers 1048), Le canon Mas'udi
- Al Idrissi (vers 1100 – vers 1165 ou 1175), Livre du divertissement de celui qui désire découvrir le monde, dit Livre de Roger et Livre des royaumes et des routes

### Savants byzantins tardifs
- Eustathe de Thessalonique, commentaires sur l'ouvrage de Denys le Périégète (XIIe siècle)
- Jean Phokas (en) (Joannes Phocas) ou l'hétériarque Jean Doukas (XIIe siècle), Ekphrasis ou Description concise des lieux saints (1177 ou 1185)
- Nicéphore Blemmydès, deux Géographie synoptique  (XIIIe siècle), paraphrase de l'ouvrage de Denys le Périégète

#### Anciens recueils
- Geographi Latini minores, éd. Alexander Riese (de), Heilbronn, 1878 (en ligne) ; repr. Hildesheim, 1964.
- Geographi Graeci minores, éd. grecque et trad. latine par Karl Müller, Paris, 1855-1861, 2 vol.

#### Études
- (fr) Bianca Maria Altomare, « Géographie et cosmographie dans l’Antiquité tardive : la tradition grecque et les modèles latins », dans Dialogues d'histoire ancienne, 39-1, 2013. p. 9-34 (en ligne).
- (en) Daniela Dueck, Kai Brodersen (de), Geography in Classical Antiquity, Cambridge, 2012  (ISBN 978-0-521-19788-5).
- (fr) Henri Bresc,  Emmanuelle Tixier, Géographes et voyageurs au Moyen Âge, Nanterre, 2010  (ISBN 9782840160663) (en ligne).
- (en) Graham Shipley, « A new presentation of selected Greek geographers », dans Syllecta classica, 18, Iowa City, 2007, p. 241-257  (ISSN 2160-5157) (en ligne).En plus de la présentation du projet éditorial de traduction anglaise du Selected Greek Geographers, contient un tableau sommaire : « Editions and translations of ‘minor’ Greek geographers since Müller », p. 248-249.
- (fr) Jehan Desanges, « Les très grandes villes du monde romain d'après les "géographes" de langue latine », dans Mélanges de l'École française de Rome. Antiquité, 106-2, Rome, 1994, p. 901-919 (en ligne).
- (fr) Christian Jacob, Géographie et ethnographie en Grèce ancienne, Paris, 1991.
- (fr) Jehan Desanges, Recherches sur l'activité des Méditerranéens aux confins de l'Afrique (VIe siècle avant J.-C. - IVe siècle après J.-C.), Rome, 1978, 486 p. (Publications de l'École française de Rome, 38) (en ligne).
- (fr) Paul Pedech, La Géographie des Grecs, Paris, 1976 (Collection SUP).
- (fr) Germaine Aujac, La Géographie dans le monde antique, Paris, 1975 (Que sais-je ?, 1598).
- (fr) Clarence J. Glacken (en), Histoire de la pensée géographique - volume 1 : l'Antiquité, Paris, 1999 [1967]  (ISBN 978-2-7355-0429-9).